# Ранко Мунитић
Ранко Мунитић (Загреб, 3. април 1943 — Београд, 28. март 2009) био је теоретичар, критичар, новинар и историчар уметности — један од најзначајнијих стручњака за популарну културу и медије у СФРЈ.
Поља интересовања су му најчешће била југословенски филм, кинематографска анимација, стрип, документарни филм, уметничка фантастика, телевизија, глума и глумци.
Био је такође филмски и телевизијски сценариста, режисер, водитељ и продуцент.

## Биографија
Ранко Мунитић је рођен током Другог светског рата, 3. априла 1943. у Загребу, који је тада припадао Независној држави Хрватској. Као дете живи у Трогиру. Студирао је историју уметности на загребачком Филозофском факултету.
У Пули, на аматерском филмском фестивалу „Мала Пула“ 24. јула 1968. упознаје Зорицу Јевремовић. Њих двоје се 1. маја 1971. венчавају у Београду, где Зорица додаје презиме Мунитић девојачком, потом одлазе за Загреб. Новембра исте године се враћају у Београд, где живе до краја марта 2009. године, када је он преминуо.
Дело
Мунитић је први чланак објавио у средњошколском часопису Полет, маја 1961. године. Први професионални чланак објавио је у листу за уметност и културу Телеграм, новембра 1962. Од тада објављује критике, есеје, шире студије и преко 70 ауторских монографија. Поља интересовања су му најчешће била југословенски филм, кинематографска анимација, стрип, документарни филм, уметничка фантастика, телевизија, глума и глумци.
Као сценариста први пут се појавио филмом „Путујући кино“ (1964). Писао је сценарије за цртане и документарне филмове, телевизијске емисије, а сарађивао је на неколико сценарија за целовечерње игране филмове. Написао је и сценарио за филм „Официр с ружом“ (1987) Дејана Шорака.
Као члан Управног Борда АСИФА-а, Међународног удружења синеаста анимираног филма, учествовао је 1970-их и 1980-их у светском подухвату популаризације и промоције кинематографске анимације. Био је члан жирија и комисија на двадесетак фестивала краткометражног и анимираног филма широм света. Приредио је у иностранству стотинак ретроспектива југословенског филма, посебно „Загребачке школе цртаног филма“ и „Београдске школе документарног филма“.
Од 1960-их учествује у главним телевизијским емисијама о филму у Загребу и Београду, а од 1980-их реализовао је као аутор за новосадски студио осамдесет једночасовних портрета водећих глумаца у сопственој серији „Вече са звездама“.
Етнички се понекад изјашњавао као Хрбин. О личном идентитету је рекао:
Мој отац је Трогиранин, а мајка Загрепчанка. Деда по оцу је, такође, Трогиранин, док је бака италијанског порекла. Мамин отац је Словенац, а мајка бечка грофица. Зато ми је одувек било тешко да се национално опредељујем јер сам ја све по мало. Никад нисам имао смисла за те поделе на нације, вере, расе...— Ранко Мунитић
Своју судбину је овако одредио:
По националности човек с мора, по страначкој припадности филмофан, по занимању criticus vulgaris, по убеђењу алтернативац, а по статусу слободњак односно маргиналац. (...) Верује у право на сопствени избор и у живот до смрти.— Ранко Мунитић
Од децембра 2011. у Београду ради Центар за медије „Ранко Мунитић“ који је основала Зорица Јевремовић. Од априла 2012. године Центар додељује награду „Трепетало из Трогира - Регионална награда за медије Ранко Мунитић“. До сада су је добили Недељко Драгић, Пуриша Ђорђевић, Душан Макавејев, Лордан Зафрановић и Карпо Аћимовић Година.
У оквиру центра, од децембра 2012, квартално излази вишејезични Медиантроп, регионални часопис за медије и културу, усмерен на подручје Југоисточне Европе.